# Edmond-Léonce Hiffelsheim
Edmond-Léonce Hiffelsheim,  né le 1er juillet 1827 à Brumath (Alsace) et mort le 24 avril 1865 à Paris, est un médecin français chargé de cours à l'École pratique de la Faculté de Médecine de Paris, connu pour ses travaux sur les mouvements du cœur et ses recherches sur l'électrothérapie.

## Biographie
Né le 1er juillet 1827 à Brumath en Alsace de son père Alexis Huffelsheim et de sa mère Babette Lehman, Edmond-Léonce Hiffelsheim commence ses recherches anatomiques sur le goître exophtalmique et l'héthéroplastie.
Mais la première application qui a fait l'objet d'un cours à l'école pratique de la Faculté de Médecine de Paris est l'électricité appliquée à la physiologie et à la thérapeutique, notamment pour soigner la névralgie de la face, la congestion du cerveau ou les névroses. Il a publié ses recherches en 1861 sous le titre Applications médicales de la pile de Volta.
Les recherches de Hiffelsheim sur les battements du cœur, théorie qui a suscité de nombreuses discussions à l'Académie de Médecine, a été reconnue en 1854 et lui a valu d'être lauréat de ladite Académie. Son ouvrage sur sa théorie est publié en 1854 et s'intitule Le cœur bat parce qu'il recule, ou recherches théoriques et expérimentales sur la cause de la locomotion du cœur.

## Distinctions
- Lauréat de l'Institut de France
- Membre de la Société de biologie
- Membre de la Société philomathique de Paris
- Membre de l'Académie de médecine de Madrid